# Branjina
Branjina är en ort i Kroatien.   Den ligger i länet Baranja, i den östra delen av landet, 210 km öster om huvudstaden Zagreb. Branjina ligger 86 meter över havet och antalet invånare är 378.
Terrängen runt Branjina är platt. Runt Branjina är det ganska tätbefolkat, med 108 invånare per kvadratkilometer. Närmaste större samhälle är Beli Manastir, 9,3 km sydväst om Branjina. Trakten runt Branjina består till största delen av jordbruksmark.